# Sainte-Ouenne

Sainte-Ouenne este o comună în departamentul Deux-Sèvres, Franța. În 2009 avea o populație de 773 de locuitori.